# Gmina Goraj
Die Gmina Goraj ist eine Stadt-und-Land-Gemeinde im Powiat Biłgorajski der Woiwodschaft Lublin in Polen. Ihr Sitz ist die gleichnamige Stadt mit etwa tausend Einwohnern. Mit der Wiederverleihung der 1870 entzogenen Stadtrechte zum 1. Januar 2021 wurde auch die Gemeinde von einer Landgemeinde zu einer Stadt-und-Land-Gemeinde.

## Gliederung
Zur Stadt-und-Land-Gemeinde Goraj gehören folgende Ortschaften:
Abramów
Albinów Duży
Albinów Mały
Bononia
Gilów
Hosznia Abramowska
Hosznia Ordynacka
Jędrzejówka
Kondraty
Majdan Abramowski
Średniówka
Wólka Abramowska
Zagrody
Zastawie